# NGC 749
NGC 749 ist eine Linsenförmige Galaxie vom Hubble-Typ SB0/a im Sternbild Fornax am Südsternhimmel. Sie ist schätzungsweise 192 Millionen Lichtjahre von der Milchstraße entfernt und hat einen Durchmesser von etwa 110.000 Lichtjahren.
Die Typ-Ia-Supernova SN 2001dm wurde hier beobachtet.
Das Objekt wurde am 27. September 1834 von dem britischen Astronomen John Frederick William Herschel entdeckt.